# Prosoplus similis
Prosoplus similis là một loài bọ cánh cứng trong họ Cerambycidae.